# Cabinet Altmeier II
Le cabinet Altmeier II était le gouvernement en fonction dans le Land de Rhénanie-Palatinat (Allemagne) du 13 juin 1951 au 31 mai 1955. Dirigé par Peter Altmeier, il était constitué de l'Union chrétienne-démocrate d'Allemagne (CDU) et du Parti libéral-démocrate (FDP).

## Composition
| Poste                                                      | Ministre | Ministre        | Parti |
| ---------------------------------------------------------- | -------- | --------------- | ----- |
| Ministre-Président                                         |          | Peter Altmeier  | CDU   |
| Ministre de l'Intérieur et des Affaires sociales           |          | Alois Zimmer    | CDU   |
| Ministre de la Justice                                     |          | Bruno Becher    | FDP   |
| Ministre de l'Économie et des Transports                   |          | Peter Altmeier  | CDU   |
| Ministre de l'Enseignement et de la Culture                |          | Albert Finck    | CDU   |
| Ministre des Finances et de la Reconstruction              |          | Wilhelm Nowack  | FDP   |
| Ministre de l'Agriculture, de la Viticulture et des Forêts |          | Oskar Stübinger | CDU   |